# Etlingera apus-hang
Etlingera apus-hang är en enhjärtbladig växtart som beskrevs av Chong Keat Lim. Etlingera apus-hang ingår i släktet Etlingera och familjen Zingiberaceae. Inga underarter finns listade i Catalogue of Life.